# Schizonycha squamifera
Schizonycha squamifera är en skalbaggsart som beskrevs av Hans Daniel Johan Wallengren 1881. Schizonycha squamifera ingår i släktet Schizonycha och familjen Melolonthidae. Inga underarter finns listade i Catalogue of Life.